# Girls Kingdom
Girls Kingdom（又名：女兒帝國）是活躍於香港的日韓女子組合，成員包括：松岡李那、田代麻衣、久保杏奈、蔡恩貞和朴喜秀，成立於2011年，主要以性感作招來。